# Felipe Levy
Felipe Levy, nome artístico de Philippe Charles Achille Levy (São Paulo, 12 de dezembro de 1938 – São Paulo, 9 de julho de 2008) foi um ator e humorista brasileiro. 
Conhecido por participações nos programas Os Trapalhões e Bronco, com Ronald Golias onde interpretava o personagem Salomão. No cinema, dentre dezenas de atuações, destacam-se suas participações em pornochanchadas e nos filmes de Amácio Mazzaropi. Se caracterizando em interpretar personagens judeus e estrangeiros.
Descendente de franceses, Felipe Levy foi criado no município de São Sebastião, litoral norte, aos 19 anos de idade, voltou a morar em São Paulo e iniciando-se na carreira artística.
Felipe Levy nunca se casou, mas teve um filho, Patrick, fruto de um relacionamento amoroso.
Afastado do cinema e televisão desde o fim da década de 90, participou de algumas peças de teatro, e no final de sua carreira, demonstrava sinais de melancolia devido a idade, a problemas particulares e por ter sido esquecido após tantos anos de carreira.
Fumante crônico e com uma série de problemas circulatórios, morreu no dia 9 de julho de 2008, aos 69 anos, vítima de uma ataque cardíaco, em sua residência. Sua morte não foi divulgada pela mídia, e ficou desconhecida de seus amigos artistas e do grande público por um longo período.

## Filmografia

### Televisão
| Ano     | Título                         | Papel              | Emissora            |
| ------- | ------------------------------ | ------------------ | ------------------- |
| 2004    | Meu Cunhado                    | Salomão Silva      | SBT                 |
| 2003    | SPA TV Fantasia                | Sebastian          | TV Gazeta           |
| 2000    | Vidas Cruzadas                 | Leonel             | RecordTV            |
| 1999    | Escolinha do Barulho           |                    | RecordTV            |
| 1997    | Por Amor e Ódio                | Lima               | RecordTV            |
| 1997    | Os Ossos do Barão              | Peninha            | SBT                 |
| 1996    | Antônio dos Milagres           |                    | CNT                 |
| 1996    | As Pupilas do Senhor Reitor    | Cardeal Joaquim    | SBT                 |
| 1994    | Éramos Seis                    | Delegado Gusmões   | SBT                 |
| 1993    | A Justiça dos Homens           | Patrick            | SBT                 |
| 1989    | O Cometa                       | Padre              | Rede Bandeirantes   |
| 1987    | Bronco                         | Salomão Silva      | Rede Bandeirantes   |
| 1980    | A Deusa Vencida                | Nicolas Barreto    | Rede Bandeirantes   |
| 1980    | Pé de Vento                    | Siqueira           | Rede Bandeirantes   |
| 1978    | Solar Paraíso                  | Aristides          | TVS/SBT             |
| 1977/87 | Os Trapalhões                  | Vários Personagens | RedeTupi/Rede Globo |
| 1977    | Cinderela 77                   |                    | Rede Tupi           |
| 1976    | Tchan! A Grande Sacada         | Albino             | Rede Tupi           |
| 1974    | O Machão - Um Exagero de Homem | Dr. Osvaldo        | Rede Tupi           |
| 1972/73 | Balança Mas Não Cai            | Vários Personagens | Rede Tupi           |
| 1972    | Vitória Bonelli                | Galante            | Rede Tupi           |
| 1971    | A Fábrica                      | Alípio             | Rede Tupi           |
| 1971    | A Selvagem                     |                    | Rede Tupi           |
| 1969    | Nino, o Italianinho            | Felipe             | Rede Tupi           |
| 1967    | Os Rebeldes                    |                    | Rede Tupi           |

### Cinema
| Ano  | Título                                  | Papel               |
| ---- | --------------------------------------- | ------------------- |
| 1990 | A Rota do Brilho                        | Chefe Dudão         |
| 1990 | O Gato de Botas Extraterrestre          |                     |
| 1985 | Rabo I                                  |                     |
| 1984 | A Filha dos Trapalhões                  | Dono do circo       |
| 1984 | Meu Homem, Meu Amante                   | Cleiton             |
| 1984 | O Filho Adotivo                         | Padre Antônio       |
| 1984 | Mulheres Eróticas                       | Apicultor           |
| 1984 | Mulher... Sexo... Veneno                |                     |
| 1983 | Elas Só Transam no Disco                | Diretor             |
| 1983 | Juventude em Busca de Sexo              | Dono do Restaurante |
| 1983 | Taras Eróticas                          | Cornélius           |
| 1982 | A Fábrica das Camisinhas                | Comendador          |
| 1982 | Os Trapalhões na Serra Pelada           | Von Bermann         |
| 1982 | Tchau Amor                              | Adriano             |
| 1982 | Ousadia                                 |                     |
| 1982 | Um Casal de 3                           | Dr. Walter          |
| 1982 | As Vigaristas do Sexo                   | Adelino             |
| 1982 | Amado Batista em Sol Vermelho           | Representante       |
| 1982 | Deu Veado na Cabeça                     |                     |
| 1982 | As Aventuras de Mário Fofoca            |                     |
| 1982 | Pecado Horizontal                       | Deoclesiano         |
| 1982 | As Safadas                              |                     |
| 1981 | Volúpia ao Prazer                       | Homem do Mercedes   |
| 1981 | Lílian, a Suja                          | Molina              |
| 1981 | Em Busca do Orgasmo                     | Hermes              |
| 1981 | Me Deixa de Quatro                      | Diogo               |
| 1981 | Como Faturar a Mulher do Próximo        |                     |
| 1981 | Cassino das Bacanais                    | Rômulo              |
| 1981 | Os Rapazes da Difícil Vida Fácil        | Júlio               |
| 1980 | Palácio de Vênus                        |                     |
| 1980 | Orgia das Libertinas                    | Comendador          |
| 1980 | Os Indecentes                           | Guima               |
| 1980 | O Inseto do Amor                        |                     |
| 1980 | O Incrível Monstro Trapalhão            | Russo               |
| 1980 | Sócias do Prazer                        |                     |
| 1980 | Boneca Cobiçada                         |                     |
| 1979 | Essas Deliciosas Mulheres               |                     |
| 1979 | Histórias Que Nossas Babás Não Contavam |                     |
| 1979 | O Rei e os Trapalhões                   | Sultão              |
| 1979 | Mulheres do Cais                        | Dr. Wilson          |
| 1979 | A Banda das Velhas Virgens              | Padre               |
| 1979 | O Caçador de Esmeraldas                 | Comprador de prata  |
| 1978 | A Noite dos Duros                       | Dono da loja        |
| 1975 | Cada um Dá o que Tem                    | Oficial de Justiça  |
| 1975 | O Jeca Macumbeiro                       | Padre               |
| 1975 | Efigênia Dá Tudo Que Tem                | Médico              |
| 1971 | Diabólicos Herdeiros                    |                     |
| 1968 | O Pequeno Mundo de Marcos               |                     |